# Демосцена

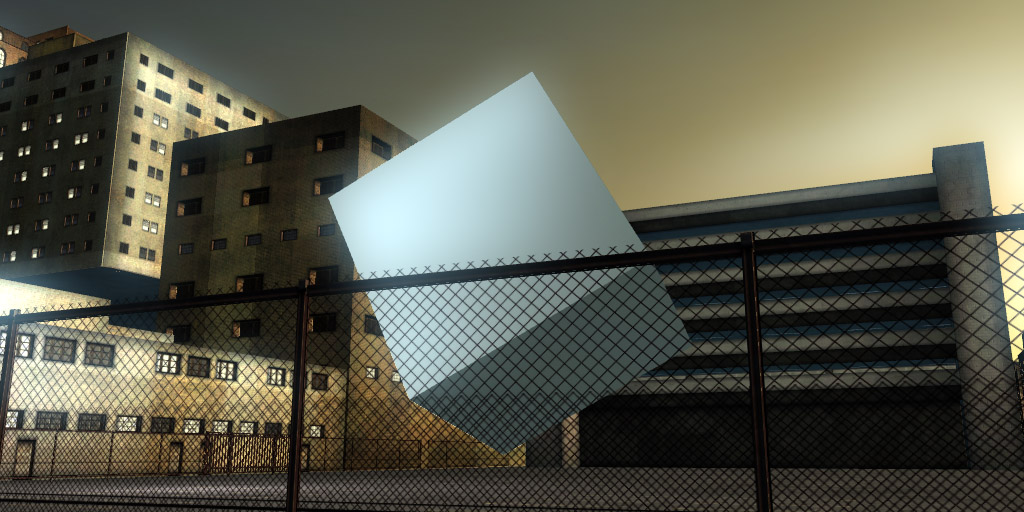
Кадр из демо debris. группы Farbrausch

Демосцена (англ. demoscene) — киберкультура, зародившаяся в конце 1970-х годов вместе с распространением первых домашних компьютеров. Это направление компьютерного искусства, главной особенностью которого является выстраивание сюжетного видеоряда, создаваемого в реальном времени компьютером, по принципу работы компьютерных игр. Таким образом, демо является симбиозом программирования и искусства.

## Возникновение

### Этимология
В ранних синтезаторах имелась специальная кнопка «demo» или «demonstration», при нажатии которой запускалась демонстрационная композиция (англ. demo song). Фирмы-изготовители синтезаторов рассчитывали на то, что в музыкальном магазине покупатели подойдут к рядам продаваемых синтезаторов и выберут тот, который звучит лучше, а стоит дешевле. Покупатель же после приобретения и некоторого опыта использования понимал, что добиться такого же уровня звучания ему не удаётся. Это объяснялось тем, что производитель в конкурентной борьбе шёл на некоторые хитрости, например, специально для демонстрационной композиции переключение между инструментами происходило с молниеносной скоростью, или добавлялся авто-аккомпанемент поверх основной мелодии, или использовались эффекты полифонии и др. В итоге, demo-song звучит ярко, богато и впечатляюще.
В сущности, в этом и есть изначальный смысл демо: впечатлить зрителя и преувеличить реальные возможности устройства.
Общество заметило сцену в её расцвете — в начале 90-х. В тот момент не было какого-то определения, поэтому в разговорной речи к демосцене обращались как: «компьютерный андеграунд», «виртуальное что-нибудь», «какое-то хакерство». Но, со временем укрепилось слово «сцена», которое отражает характер происходящих событий, так как состязания культурного и творческого характера приписывают, как правило, «сцене».

### История
Домашние компьютеры 1980-х позволяли работать с достаточно сложной графикой, более-менее качественным звуковым сопровождением, благодаря чему возрос спрос на компьютерные игры, реализующие мультимедийные возможности. Первые признаки зарождения демосцены как андеграунд-культуры были реализованы в коротких интро к электронным журналам или взломанным компьютерным играм, содержащих логотип или никнейм авторов интро и выжимающих максимум из возможностей компьютера, причём чем меньший объём занимала программа, тем было лучше и престижнее.

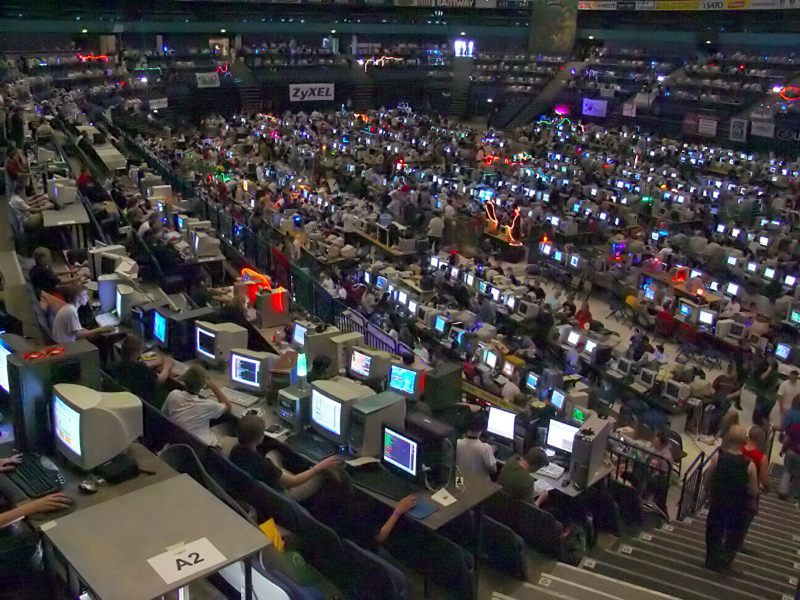
Демопати Assembly 2004

Демосцена возникла в начале 1980-х на базе первых графических 8-битных микрокомпьютеров ZX Spectrum и Commodore 64, но позже распространилась и на более новые модели, в первую очередь Amiga и IBM PC.
Классическая демосцена была призвана продемонстрировать возможности компьютера и заставить его выполнять несвойственные (на тот период) задачи. Например, просчёт различных эффектов с точной привязкой к музыке в реальном времени был осуществлён на платформе Amiga ещё до 1990 года. Среди работ демосцены во время её развития можно выделить «9 Fingers» группы Spaceballs, Second Reality группы Future Crew и многие другие. С 1998 года основным направлением развития демосцены стала трёхмерная графика и сюжетные 3D-работы.
Демосцена внесена в национальные списки нематериального культурного наследия UNESCO в Финляндии, Германии, Польше, Нидерландах, Швейцарии, Швеции и Франции.

## Жанры
Основными жанрами демосцены являются:
- Демо (от англ. demonstration — демонстрация) — аудиовизуальное представление. Размер, как правило, от 4 до 15 Мбайт. Кроме того, на большинстве «демопати» действует 10-минутное ограничение по времени.
- Интро (от англ. introduction — вступление) — композиции с ограничением по объёму исполняемого файла. Существуют номинации 64 kB Intro, 16 kB Intro, 4 kB Intro, 1 kB Intro, 512 B Intro, 256 B Intro, 128 B Intro, 64 B Intro и 32 B Intro. Одной из задач таких интро является создание видеоэффектов, которые могут поразить зрителей.

С развитием технологий требования менялись. Так, на некоторое время ограничение по объёму ушло на второй план, уступив место насыщенности видеоряда и необычности используемых визуальных эффектов, а в настоящее время на демосцене стали особо ценить идею, дизайн и визуальную составляющую.
Также разновидностями демосцены являются:
- Трекерная музыка
- Пиксельная графика
- ASCII art
- ANSI art

## Демопати
Поскольку основы демосцены были заложены ещё пиратскими группами, между которыми существовала конкуренция за высокий статус, сама демосцена также переняла соревновательную составляющую, вследствие чего стали организовываться «демопати» — мероприятия по встрече создателей демо, совмещённые с конкурсами работ.
Отличие демопати от обычных фестивалей искусства состоит в том, что работы зачастую доделываются непосредственно на демопати, и это является частью процесса мероприятия. Кроме этого, крупнейшие демопати обычно проходят несколько дней (чаще всего — 3-4) и одновременно являются пристанищем демосценеров из разных стран (для этого есть специальные спальные места, где можно спать в спальном мешке).
Программа демопати состоит из большого количества конкурсов — начиная от музыкальных и заканчивая демонстрацией демо. За первые места организаторы дают всевозможные призы (На Assembly за первое место в номинации «мегадемо» приз — около 5 тыс. евро).
В последнее время на волне уменьшения рядов демосценеров организаторы демопати, чтобы привлечь посетителей, стали устраивать соревнования по компьютерным играм, что не находит поддержки в рядах демомейкеров. Некоторые демопати даже отошли от своих изначальных корней, превратившись практически полностью в LAN-пати.

### Демопати в России
В России расцвет демосцены пришёлся на 1996—1999 год, когда в Санкт-Петербурге и Москве проходили такие соревнования «демопати», как ENLiGHT и Bytefall, FunTop, БКмания. «Второй эшелон» демопати в 1999—2006 возглавила демопати Paradox в Ростове-на-Дону, а также в других городах: CAFePARTY (г.Казань), ASCII (Ижевск), DiHalt (Нижний Новгород) и Chaos Constructions (Санкт-Петербург).
Значительная часть участников демосцены в России нашла себя в создании игр, дизайна, музыки и компьютерной графики.

### Известные демопати мира
- Assembly, Финляндия
- Breakpoint, Германия
- BCN Party, Испания
- Buenzli, Швейцария
- Chaos Constructions, Россия
- DreamHack, Швеция (превратилась в LAN-party)
- Evoke, Германия
- Revision[англ.], Германия

## Участники демосцены
| - Andromeda Software Development - Brain Control - Conspiracy - Equinox - Exceed - Fairlight - Farbrausch - Future Crew - Haujobb - Mercury - MFX - Stravaganza - The Black Lotus | - Quite Архивная копия от 21 сентября 2016 на Wayback Machine - The Sands Архивная копия от 24 марта 2022 на Wayback Machine - Crolyx - CyberPunks Unity\|CPU Архивная копия от 14 января 2013 на Wayback Machine - T-rex - Skrju - Critical Mass - Demarche - Mayhem - Unlimit - Excess team |

### Известные композиторы демосцены
- Five Musicians, существовавшая с 1995 по 2000 гг. группа, которая в каждый момент времени объединяла пять лидеров мировой демо-музыки. В разное время в Five Musicians входили: Necros, Mellow-D, Basehead, Big Jim, Purple Motion, Stalker, Vic, Zodiak, WAVE и Hunz.
- The SandS Архивная копия от 24 марта 2022 на Wayback Machine, объединяющая лидеров российской демо-музыки: Manwe (автор музыки к многим играм, в том числе «Магия крови»), Tangerine, Xpeh, Massage ex DJ MoHaX и другие.
- Brothomstates (Ранее Dune)
- Александр Брэндон (Ранее Siren) (музыка к Unreal, Unreal Tournament, Deus Ex)
- Михил ван ден Бос (музыка к Unreal, Age Of Wonders)